# دير القديس تداوس
دير القديس تداوس (بالأرمنية: Սուրբ Թադէոսի վանք؛ بالفارسية: کلیسای تادئوس مقدس) هو دير أرمني قديم يقع في المنطقة الجبلية في إيران في محافظة أذربيجان الغربية. ويبعد الدير حوالي 20 كلم عن مدينة ماكو. يمكن رؤية الدير من مسافة بعيدة لضخامة المبنى الذي يتميز بقبتين مضلعتين تتوجان بسقف مخروطي الشكل.

## التأريخ
القديس تداوس هو أحد تلاميذ المسيح الأثني عشر قام بالتبشير في أرمينيا. وأستشهد في بلاد فارس عام 65 ميلادي. ويقال إن الدير المكرس له بُني عام 68 ميلادي. ولم يبقى شيء من البناء الأصلي للدير، حيث إنه خضع لعملية إعادة بناء شاملة عام 1329 بعد هزة أرضية ألحقت أضراراً بالدير عام 1319 ميلادي. على الرغم من بقاء المحراب والمذبح وهما من القرن العاشر الميلادي.
معظم البناء الحالي يعود إلى سنة 1811 حينما ساعد الأمير القاجاري عباس ميرزا رئيس الدير الأب شمعون في عملية الترميم حيث أضيف البهو الغربي للدير مع أضافات أخرى مما ضاعف حجم الدير إلى الضعف مقارنة بحجمه قبل الإصلاح. وتمت عملية الترميم بالحجارة البركانية السوداء ومن هنا أشتق أسمها بالفارسية «قرة كليس» ومعناها الكنيسة السوداء كما أضيف للدير أسوار تحيط به. والدير مهجور من الرهبان الآن وان كان مزار سياحي مهم يزوره الالأف سنوياً وخصوصاً الأرمن الإيرانيون.
أضيف الدير مع دير القديس إستبانوس، كنيسة أم الرب المقدسة، كنيسة زور زور وكنيسة شيوبين إلى لائحة التراث العالمي عام 2008.

## معرض الصور

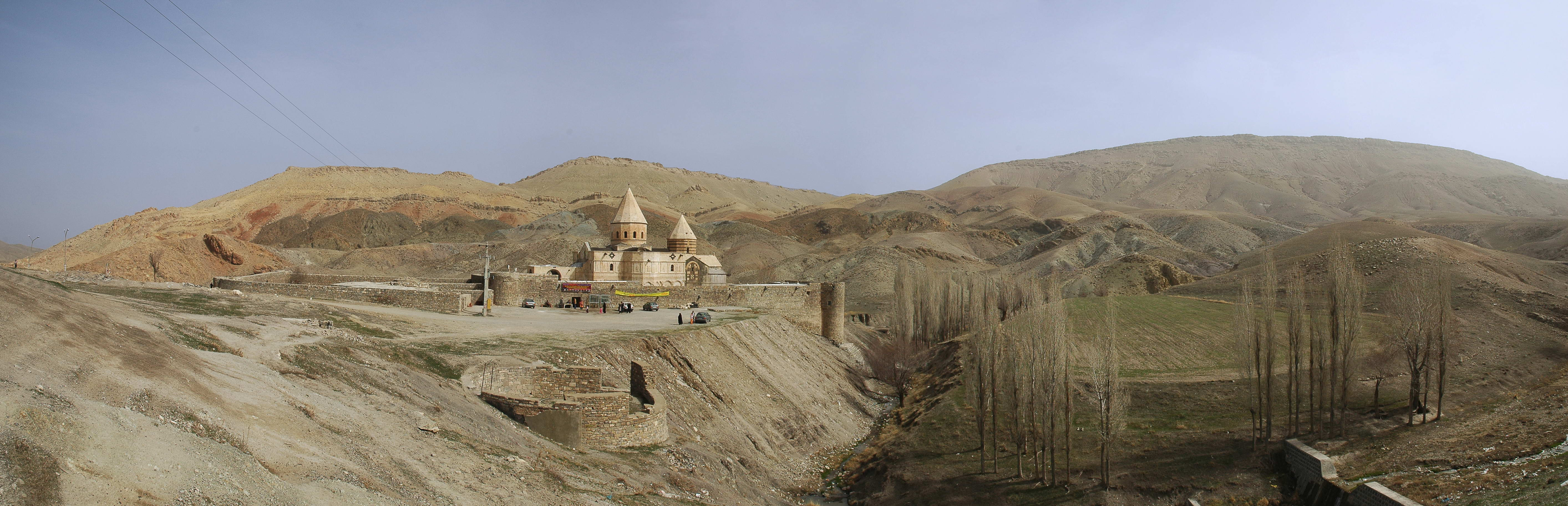
بانوراما لموقع دير القديس تداوس

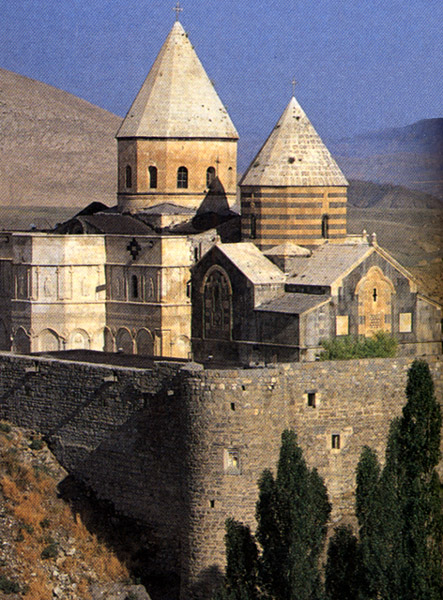
نظرة عن قرب للدير
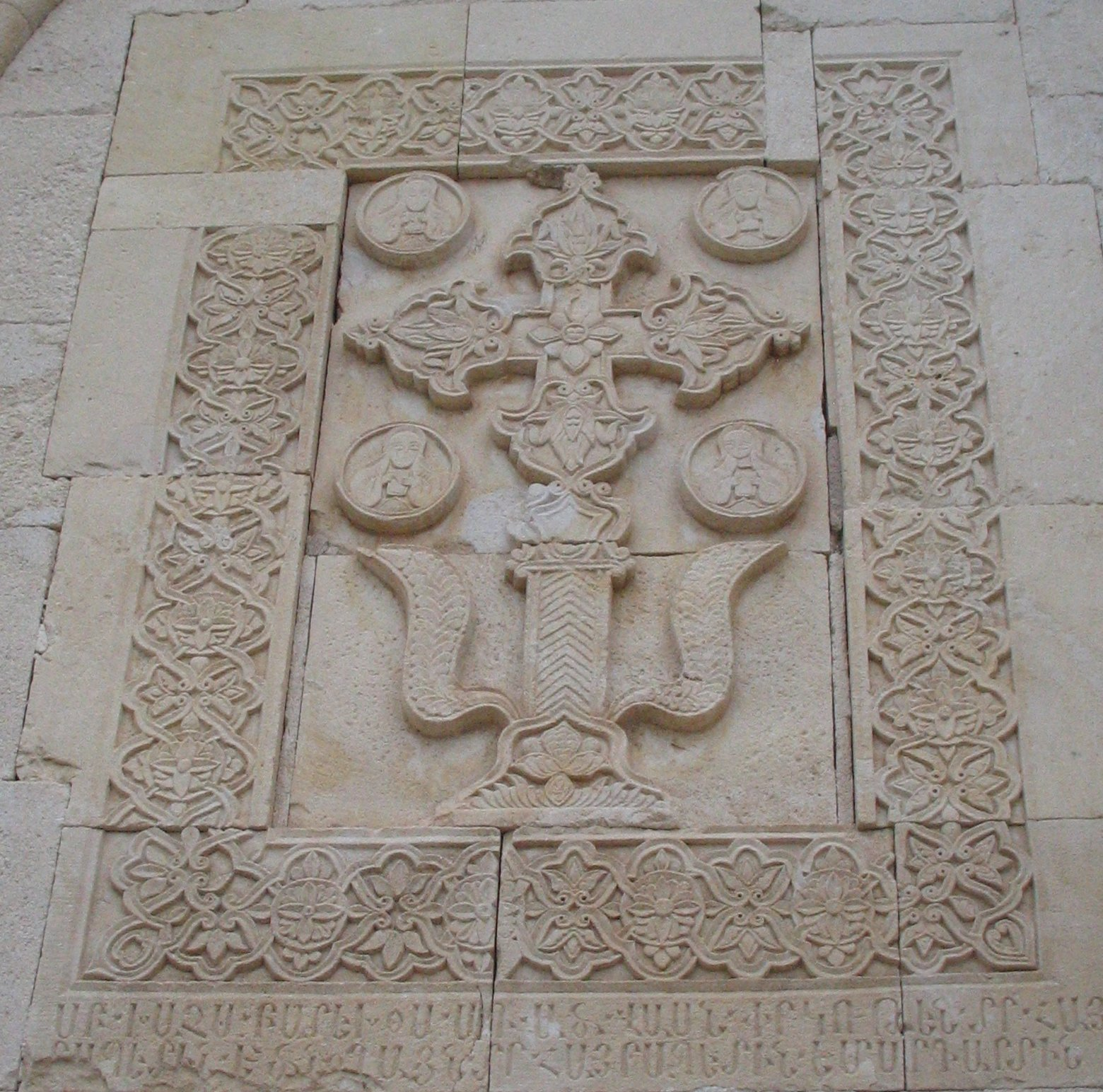
نقوش على جدران الدير
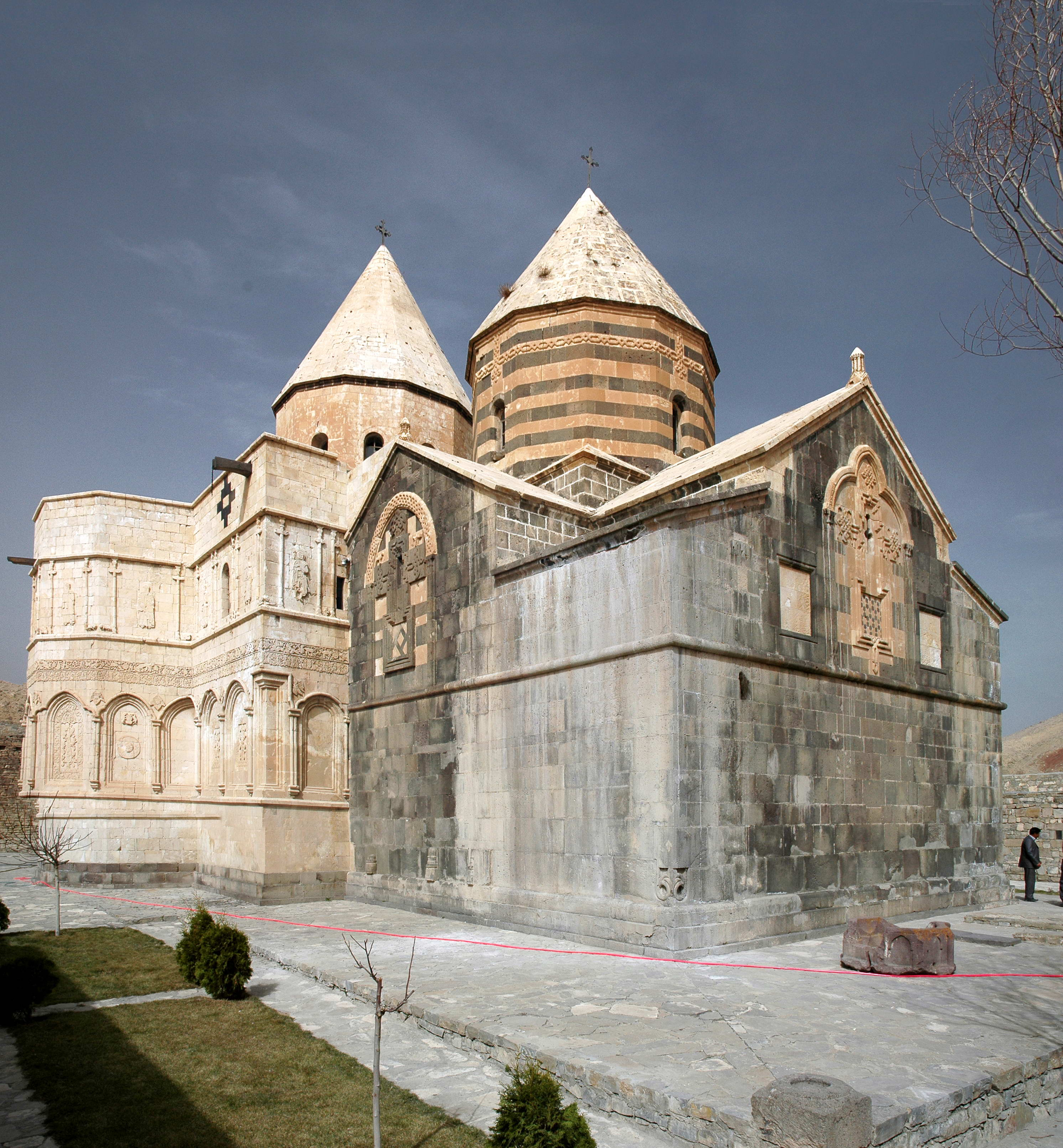
منظر أخر للتفاصيل
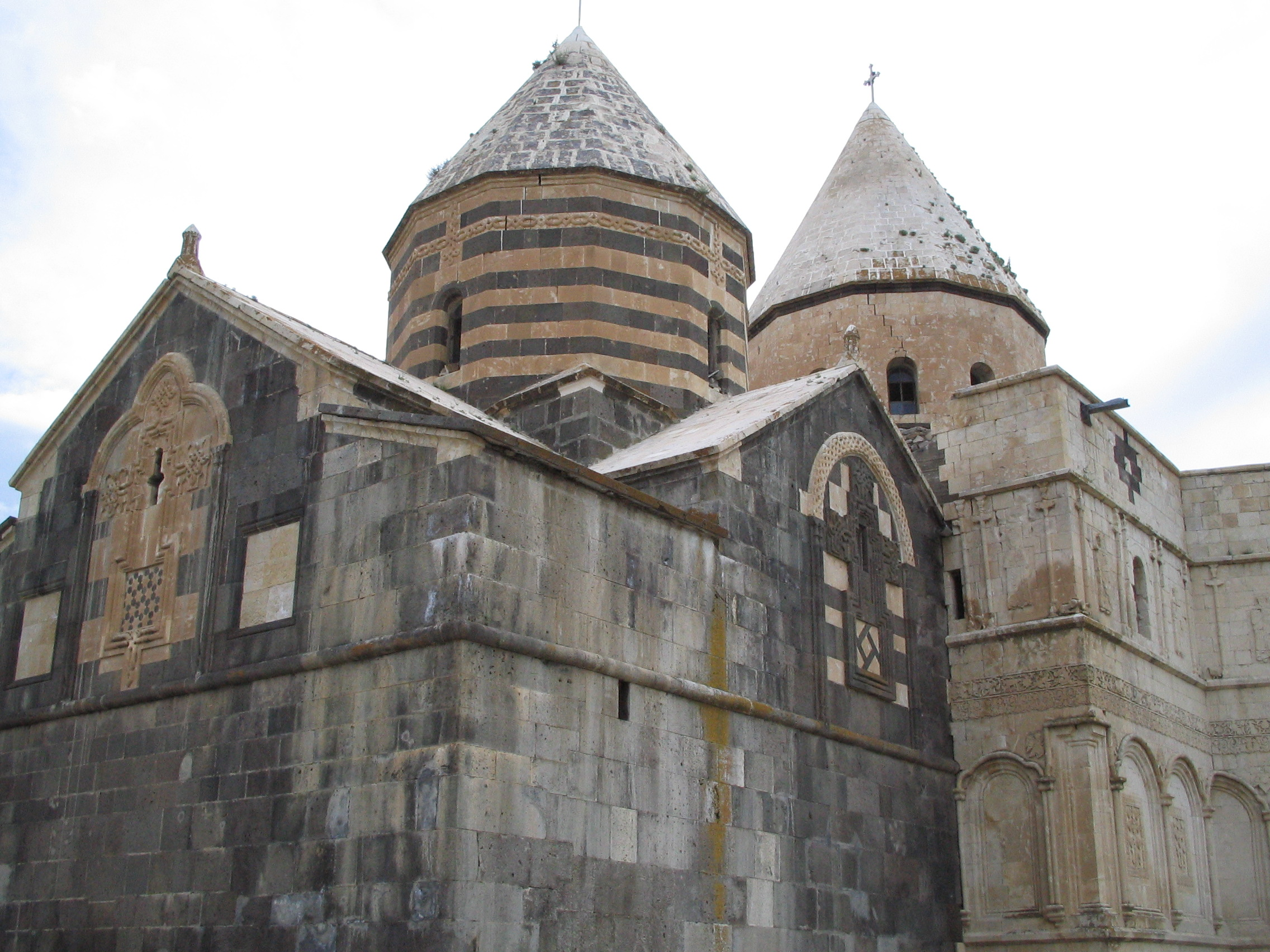
منظر للحجارة المستخدمة في البناء
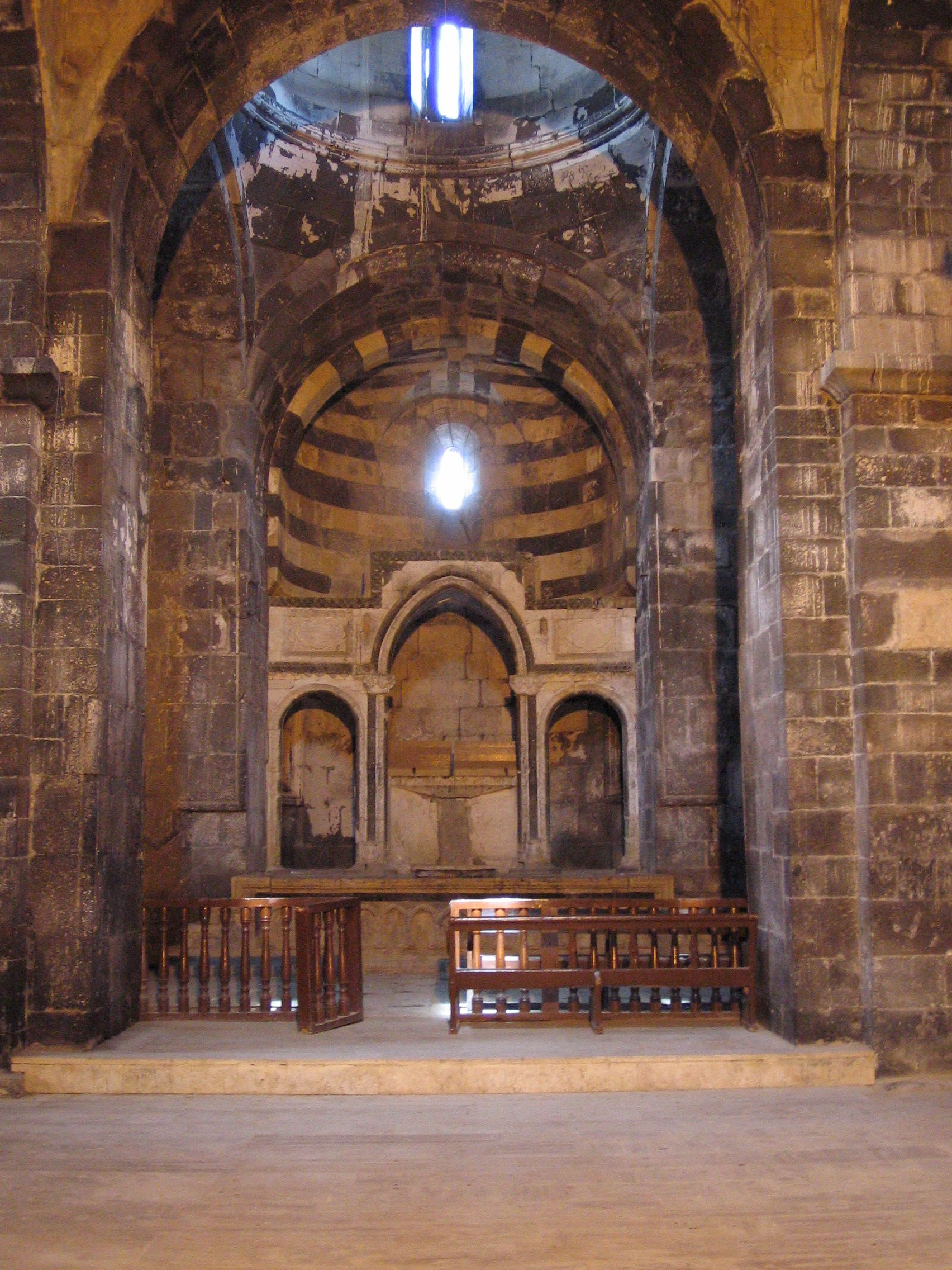
منظر داخلي
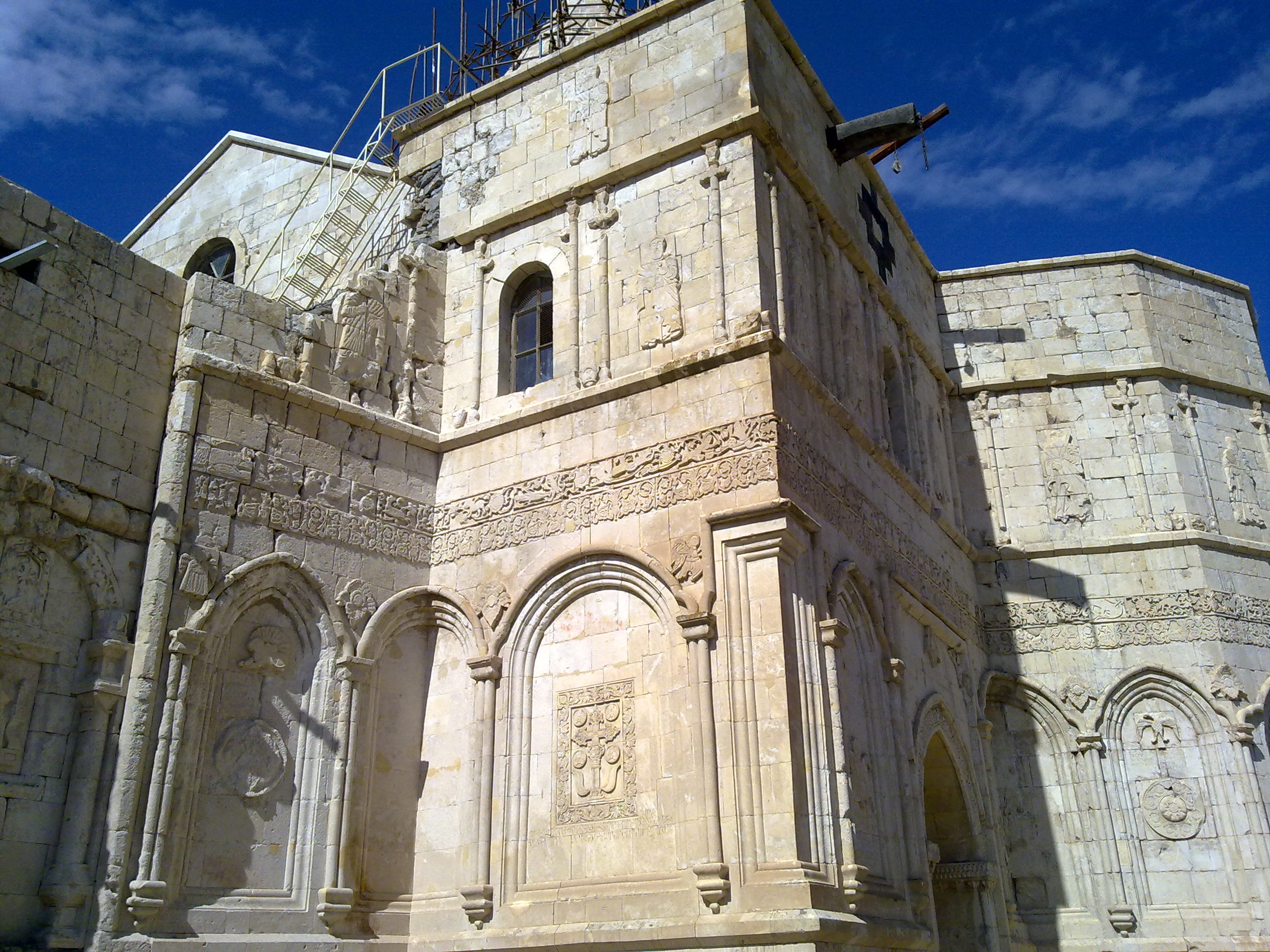
أحد أركان الدير